# Каолиново
Каолиново (болг. Каолиново) — город в Болгарии. Находится в Шуменской области, входит в общину Каолиново. Население составляет 1982 человека (2022).

## Политическая ситуация
Кмет (мэр) общины Каолиново — Нида Намыков Ахмедов Движение за права и свободы (ДПС)) по результатам выборов в правление общины.